# Chlosyne oenone
Chlosyne oenone är en fjärilsart som beskrevs av Samuel Hubbard Scudder 1862. Chlosyne oenone ingår i släktet Chlosyne och familjen praktfjärilar. Inga underarter finns listade i Catalogue of Life.